# Bolchoï Taganaï

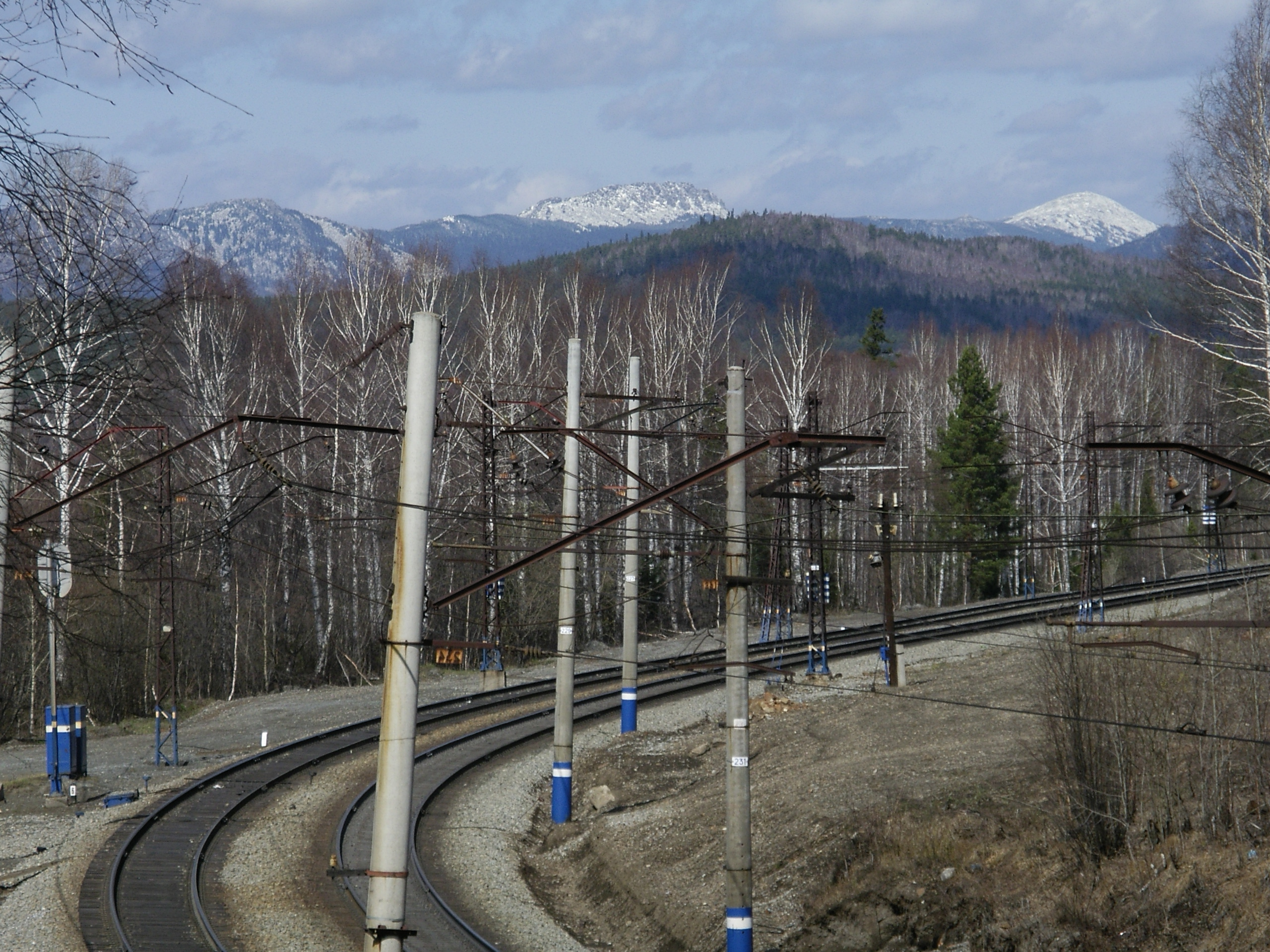
Le Bolchoï Taganaï avec le chemin de fer.

Le Bolchoï Taganaï (Большо́й Тагана́й) est une chaîne de montagnes située dans le territoire du parc national de Taganaï dans l'Oural méridional en Russie. Il a été identifié par Adolph Theodor Kupffer.

## Toponymie
Usité depuis le XIXe siècle, le toponyme « Taganaï » peut se traduire des langues turques en « plateforme (pour) la lune » — Tagan-Aï.

## Géographie
Le Bolchoï Taganaï se trouve à 5-6 km au nord/nord-est de la limite de la ville de Zlatooust. Il s'étend sur 20 km du sud/sud-ouest au nord/nord-est. Son point culminant est le mont Krouglitsa (1 178 m). Cette chaîne se présente en deux crêtes, celle du sud couronnée de trois sommets : la Dvoulavaïa Sopka, la crête Otkliknoï et la Krouglitsa ; celle du nord avec le mont Dalni Taganaï. Les deux crêtes sont séparées par une large vallée montagneuse appelée le Grand Log. Au nord du Bolchoï Taganaï, la crête Iourma s'étend avec son sommet homonyme et à l'est les crêtes Itsyl, Petit (Maly) et Moyen (Sredny) Taganaï, tandis qu'à l'ouest on trouve la crête Nazminski. Le prolongement méridional de la crête occidentale de haute altitude de l'Oural méridional, dont fait partie la crête Bolchoï Taganaï, est l'Ourenga.